# ثيرون كوبر
ثيرون كوبر (ولد في 18 يناير 1974) هو عدّاء البهاما.  تنافس في  سباق الرجال 4 × 400 أمتار في الألعاب الأولمبية الصيفية 1996.

## روابط خارجية
- ثيرون كوبر على موقع الاتحاد الدولي لألعاب القوى (الإنجليزية)
- ثيرون كوبر على موقع أوليمبيديا (الإنجليزية)